# Ben 10: Destroy All Aliens
Ben 10: Destroy All Aliens é um filme próximo animado por computador, programado para ser lançado em 2012. O filme estreou nos Estados Unidos e no Brasil em 23 de Março de 2012.

## Sinopse
Enquanto lida com o fim das férias de verão e um Omnitrix criticamente danificado, Ben Tennyson se vê na mira de um misterioso caçador de recompensas alienígena.

## Enredo
Um tanque de uma alta tecnologia está invadindo Belwood, e a polícia tenta combatê-lo, em vão. Enquanto isto, Ben, Gwen e Max o perseguem na Lata Velha, com Gwen e Ben a discutirem como sempre. Finalmente, eles conseguem enganar o tanque e fazê-lo bater em um prédio, mas não é o suficiente: o tanque se volta contra a Lata Velha e persegue o trio. Dois mísseis furam os pneus do veículo, e ele para embaixo de um viaduto. Com o tanque lançando um laser que está para atingir a Lata Velha, Max utiliza uma arma de encanador para lutar com o tanque, proibindo Ben e Gwen de lutarem. Ben ignora a ordem, e se transforma em Ultra T. No entanto, ele é parado por Gwen, que usa sua magia para prendê-lo. Ultra T a engana e escapa, se fundindo ao robô no momento em que Max iria ser atingido. O robô é controlado por Ultra T, mas Gwen o destrói com um poderoso feitiço. A mana afeta o Omnitrix.
Logo depois, Ben vê que está em um cenário verde, e procura por Max, mas é atacado por Chama e suas outras nove formas alienígenas, além de Grandão. Ele acorda na sala de aula, com o professor a reclamar sobre seu fraco desempenho. Depois, Cash e JT o trancam no armário da escola, mas Ben escapa como Chama(alien selecionado foi Quatro Braços) e vai para casa, onde seus pais desconfiam das marcas de incêndio provocadas por Chama. No entanto, Ben tem sucesso em esconder seu segredo.
De noite, Tetrax aparece e diz que Azmuth quer falar com ele. Ben se encaminha a nave de Tetrax, mas é atacado por um To'kustar. Ben tenta lutar, mas se transforma acidentalmente em Insectóide. No entanto, consegue escapar pois Tetrax revela o ponto fraco dos To'kustares: a barbatana na cabeça. O Omnitrix absorve o To'kustar. Depois que eles finalmente chegam a nave, ela decola e então algo atinge a nave criando um buraco do lado esquerdo dela, Ben é jogado para fora dela e cai em direção a Terra. Ele se transforma em Diamante para amortecer a queda.
Enquanto isto, Gwen e Max estão procurando Ben. Tetrax aparece e explica tudo a Max e Gwen. Ben está feliz com o Omnitrix descarregando, pois ele poderá pedir carona sem que ninguém estranhe sua forma alienígena. No entanto uma configuração de Tetrax faz com que o Omnitrix não permita que Ben se transforme em humano novamente, e sim em outro alien automaticamente. Aí ele acaba se transformando em Quatro Braços. Neste momento aparece Exterminador, que ataca Quatro Braços, pois pensa que Azmuth foi morto por ele. Ele revela que foi ele quem alterou os sistemas da nave, fazendo Ben sair desta. Ben menciona Azmuth. Exterminador fica nervoso com a menção do Galvan. Ben se transforma em Ultra T, e Exterminador continua o atacando. Ultra T tenta fugir, mas Exterminador os tele transporta para o Rio de Janeiro, mais precisamente no Cristo Redentor. Depois são transportados para Khoros (com Ben escapando como Insectóide), e finalmente Belwood. Ben se transforma em Chama, mas o Exterminador o captura. Ben escapa como Massa Cinzenta.
Max, Gwen e Tetrax encontram a nave de Azmuth com um enorme rombo.Exterminador aparece e explica que Azmuth foi morto, revelando um vídeo em que o To'kustar ataca a nave. Enquanto isto, Ben não consegue se desentransformar e vai para sua casa como Massa Cinzenta, mas é atacado por seus pais e muda para Diamante.Exterminador retorna, e Ben volta para sua forma humana, perguntando qual sua ligação com Azmuth. De repente o Omnitrix brilha e teleporta Ben, Gwen, Tetrax e Exterminador para uma cidade estranha. Ben está sem seu Omnitrix. Vários Lepidopterrans atacam o grupo, mas eles escapam. Depois Vulpimancers aparecem, mas Gwen usa sua mana para fazer o grupo resistir aos ataques. Tetrax diz que eles estão em Petropia, mas Gwen discorda, dizendo que eles estão dentro do Omnitrix e que aquilo era uma simulação do dispositivo. Ben e Exterminador refletem sobre quem é o To'kustar, e Gwen prende Exterminador. Ele revela que é o pai de Azmuth. Ben e Gwen saem do local através de uma plataforma de mana, e encontram o Exterminador e Tetrax lutando contra o To'kustar.
Gwen teleporta todos do local, e todos voltam para Bellwood. Ben tenta usar o Omnitrix, mas acaba transformando seus pais em aliens, que os atacam. O Exterminador é derrotado pelo To'kustar, mas Ben finalmente consegue fazer o Omnitrix funcionar e se transforma em Grandão para lutar com o agressor. Ele derrota o To'kustar, mas é atacado por Exterminador, que pensa que o To'kustar e Grandão são a mesma pessoa. Ben e Gwen refletem e descobrem que Azmuth foi transformado no To'kustar da mesma maneira que seus pais se transformaram em aliens. Então o Exterminador se infiltra no Omnitrix e faz Azmuth voltar ao normal, e se descobre que a mana de Gwen era que havia feito os estragos no dispositivo. Azmuth desativa o Exterminador, revelando que ele é uma poderosa arma controlada por seu pai, um Galvan. Azmuth usa a armadura para reconstruir a Lata Velha, e faz Carl e Sandra voltarem ao normal.
No final do filme, Ben vai a uma pescaria com Gwen e Max, mas lá eles encontram Dr. Animal e seu Sapo Mutante, querendo vingança. Aí o filme se encerra.